# Muqataa

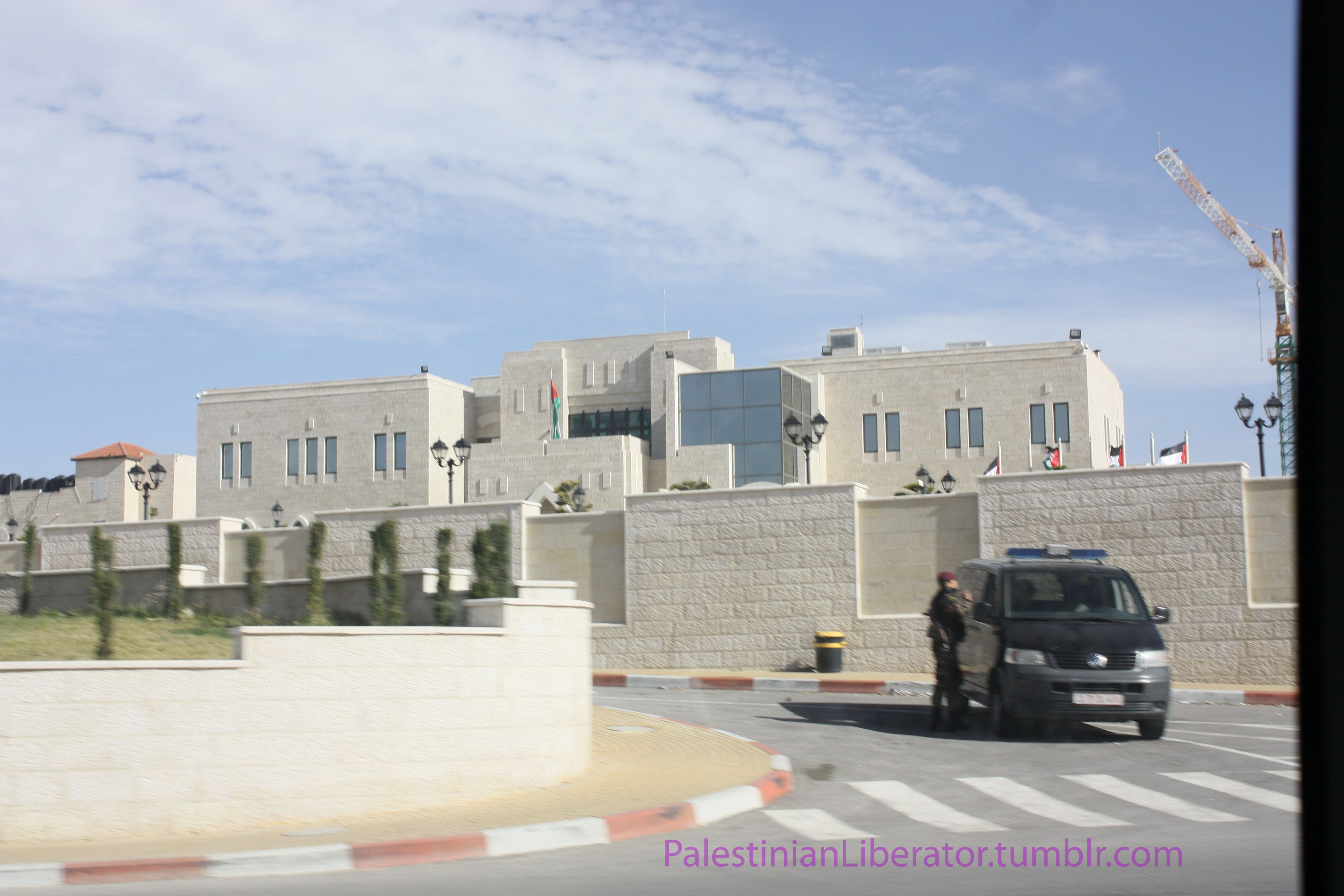
Muqataa de Ramala (2013)

La Muqataa (árabe: المقاطعة Al-Muqāṭaʿa), también llamada en castellano Mukata, es el nombre de un complejo de edificios, antigua prisión del Imperio británico, con el que es conocida la sede de la Autoridad Nacional Palestina. Abarca unas cuatro manzanas a la redonda sobre una colina en el este de Ramala y tiene una estructura central de cinco pisos de alto con decenas de oficinas.

## Etimología
La palabra árabe al-muqāṭaʿah hace referencia a un cuartel general o un centro administrativo.

## Historia
La mayoría de las mukatas palestinas se construyeron durante el Mandato británico de Palestina, adoptando la forma de un fuerte Tegart y siendo usadas tanto para centros de gobierno británicos como para viviendas del personal administrativo del Mandato. Algunas mukatas incluían comisarías de policía y prisiones. Cuando los británicos abandonaron el Mandato en 1948, estos edificios mantuvieron su uso original tanto por parte de los jordanos como de los israelíes. 
Tras los Acuerdos de Oslo de 1993, las mukatas pasaron a instituirse como las oficinas gubernamentales y los centros de mando de la Autoridad Nacional Palestina. Las mukatas de Ramala y Gaza, dos de las principales ciudades palestinas, también pasaron a ser el cuartel general de los líderes de la Autoridad Nacional Palestina y, en el caso de la mukata de Ramala, comenzó a alojar la oficina del presidente palestino, Yaser Arafat.
En el año 2002, en plena Segunda Intifada y durante la Operación Escudo Defensivo, Israel atacó todas las mukatas de Cisjordania. Algunas de ellas, como la mukata de Hebrón, fueron demolidas por completo, mientras que la de Ramala fue prácticamente destruida pero siguió funcionando como sede del gobierno palestino.

## Lamukatade Ramala

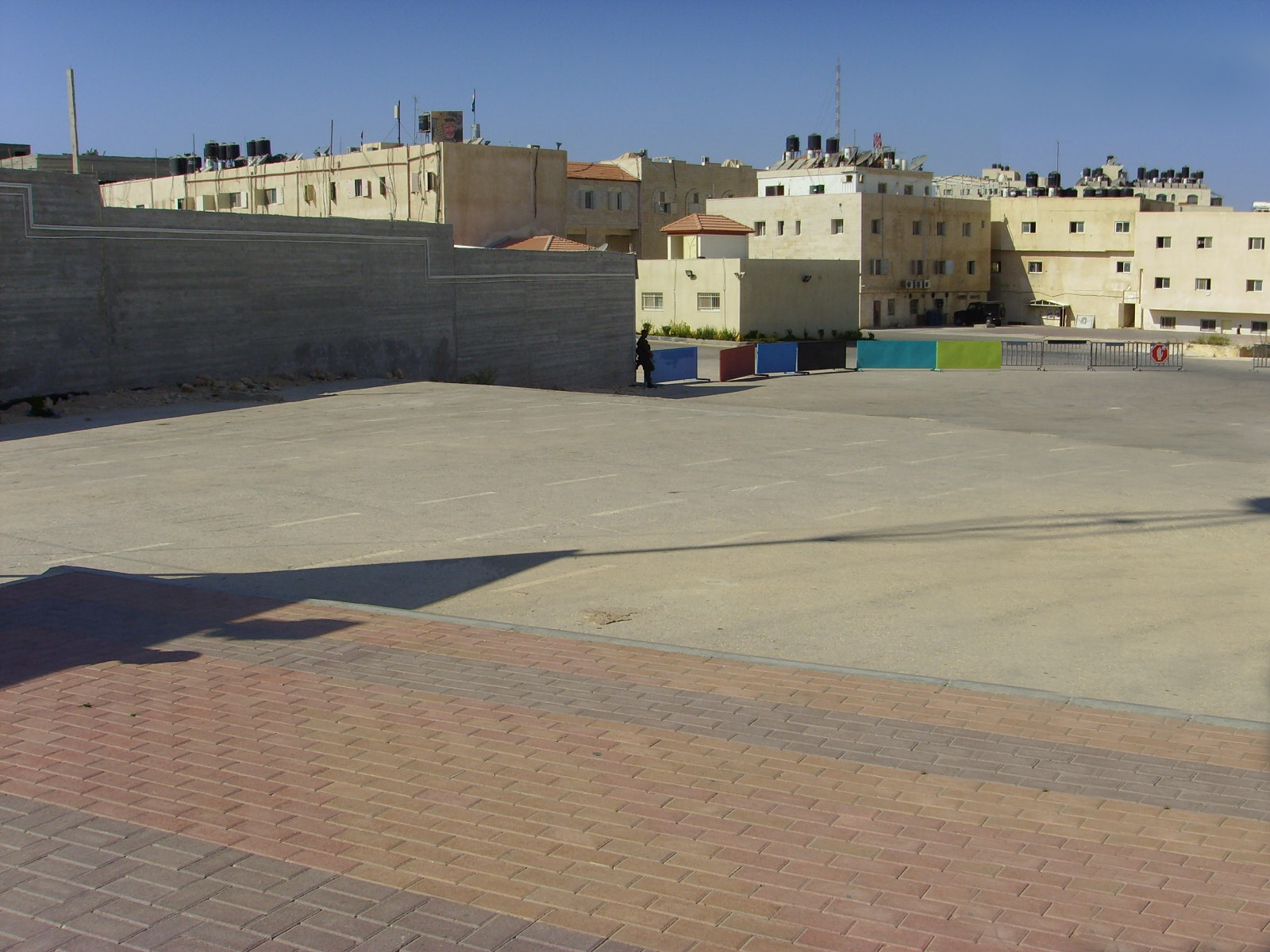
Sede del Gobierno de la Autoridad Nacional Palestina con la oficina de Mahmud Abbas.

La mukata de Ramala, construida por el ingeniero británico sir Charles Tegart en los años veinte del siglo XX, fue un cuartel general del ejército británico, una corte penal y una cárcel. En mayo de 1948, el ejército jordano tomó el control de la zona y volvió a usar el complejo como cárcel y como residencia de numerosos oficiales jordanos y sus familias. Se convirtió en el cuartel general del ejército israelí desde el inicio de la ocupación militar de Cisjordania, en 1967, hasta que el establecimiento de la Autoridad Nacional Palestina en 1994. En 1996, Yaser Arafat se trasladó allí y la mukata se convirtió en el centro de mando oficial de Cisjordania, conocido como el complejo de Arafat.

### Asedios israelíes

#### Asedio de marzo de 2002
El 29 de marzo de 2002, el ejército israelí asaltó el complejo y lo colocó bajo asedio durante la denominada Operación Escudo Defensivo. El ejército israelí destruyó las oficinas de tres servicios de seguridad, así como una casa de huéspedes, una cárcel, los cuartos que usaban los guardias para dormir, una cocina, un taller mecánico y una gran sala de reuniones.
El asedio de la mukata de Ramala terminó el 2 de mayo de 2002, cuando 6 milicianos palestinos buscados por Israel (4 de ellos relacionados con el asesinato del ministro israelí de turismo Rehavam Zeevi en octubre de 2001) fueron trasladados a una cárcel de Jericó custodiada por guardias británicos y estadounidenses. Esta salida a la crisis había sido ideada por los Estados Unidos para permitir a Israel evitar la ira del público estadounidense después de que el gobierno israelí se hubiese negado a dar acceso a una misión de investigación de la ONU que tenía la tarea de investigar los supuestos crímenes cometidos por el ejército israelí en el campamento de refugiados de Yenín. Aunque el ejército israelí se retiró del complejo, permaneció en las ciudades y campos de refugiados de Cisjordania. 

#### Asedio de junio de 2002

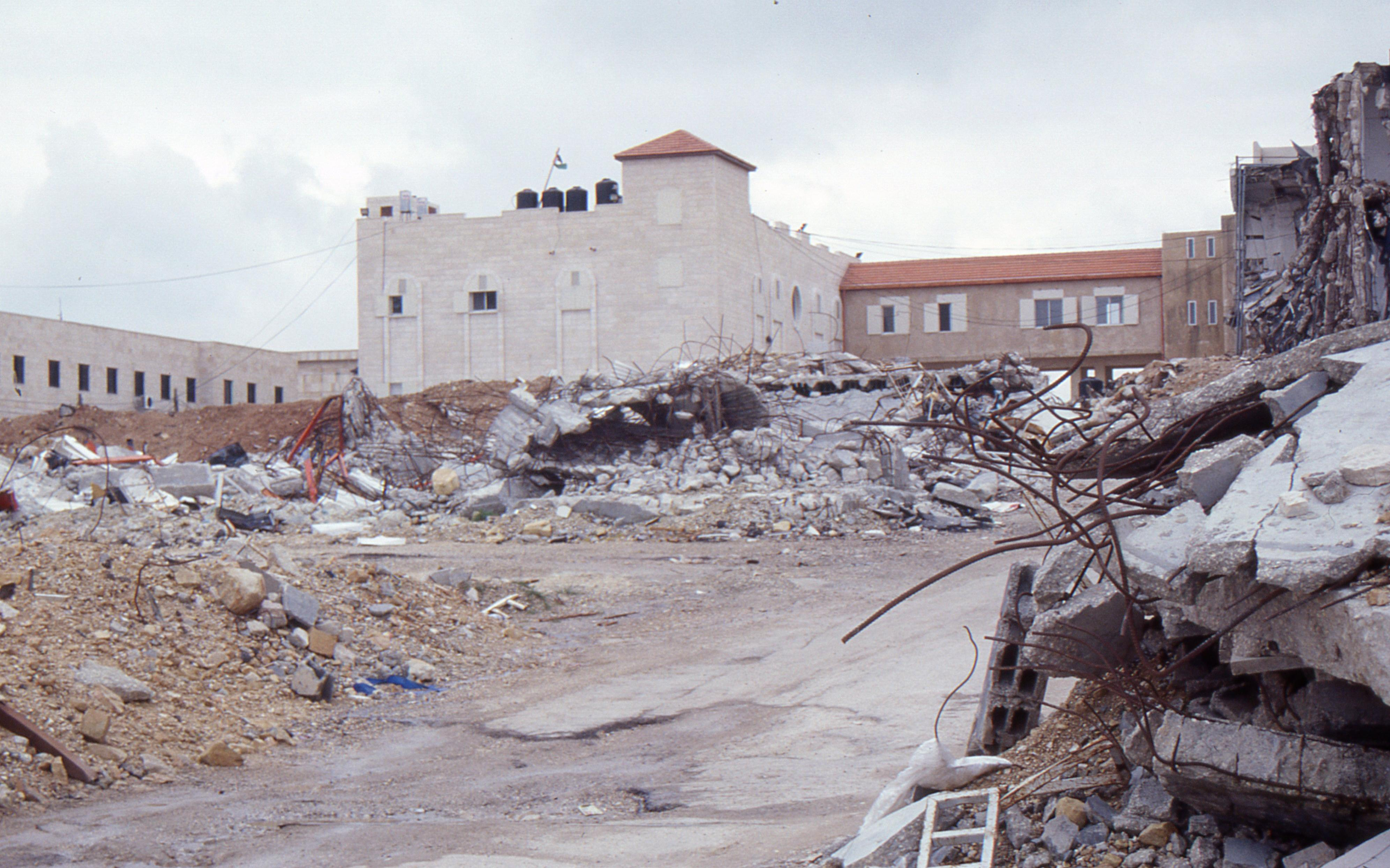
Mukata de Ramala destruida por el ejército israelí (2003)

El 6 de junio de 2002, el ejército israelí llevó a cabo un nuevo asedio de la mukata de Ramala después de haber atacado el complejo con tanques, buldócers y vehículos blindados. La oficina de Arafat quedó parcialmente destruida, además de otras partes del complejo. El ataque se justificó como un acto de represalia por un ataque suicida de un miliciano palestino de la Yihad Islámica. 
Cinco días después, mientras Arafat trataba de formar un nuevo gabinete de gobierno, el ejército israelí aumentó la intensidad del asedio con apoyo del presidente estadounidense George W. Bush. La Casa Blanca rechazó la petición de Egipto de establecer un rápido calendario para la formación de un Estado palestino, y Bush dejó ver que una conferencia internacional quedaba aún bastante lejos "porque nadie confía en el próximo gobierno palestino". 

#### Asedio de septiembre de 2002
Después de un atentado suicida acaecido en Tel Aviv el 19 de septiembre de 2002, el ejército israelí volvió a establecer un asedio de la mukata de Ramala. Durante los siguientes diez días, el ejército israelí destruyó con buldócers y explosivos todos los edificios que habían sobrevivido a los asedios previos, incluido el principal edificio del ministerio del interior. Solo quedó en pie parte del edificio en el que se alojaban Arafat y su círculo más cercano.
Este nuevo asedio hizo aumentar la popularidad de Yaser Arafat entre el pueblo palestino. El 24 de septiembre de 2002, el Consejo de Seguridad de las Naciones Unidas exigió el fin del asedio, pero Israel ignoró esta resolución. 
Terje Rød-Larsen, subsecretario general de las Naciones Unidas y uno de los arquitectos de los Acuerdos de Oslo, afirmó el 27 de septiembre que "el asedio israelí de Yaser Arafat entre las ruines de su complejo presidencial derruido podría significar la muerte de las esperanzas de un Estado palestino y un acuerdo de paz". También aludió a la posible muerte de la solución de dos Estados y declaró que "vamos en la dirección de la destrucción de un Estado y no en la de la creación de un Estado". 

El 11 de septiembre de 2003, el gabinete de seguridad israelí decidió "eliminar" a Arafat, que todavía permanecía dentro del complejo asediado. En un comunicado oficial afirmó que "los eventos de los últimos días han demostrado una vez más que Yaser Arafat es un completo obstáculo para cualquier proceso de reconciliación (...) Israel actuará para eliminar este obstáculo de la manera, en el momento y por las vías que sean decididas de manera independiente". El complejo permaneció bajo asedio hasta que Arafat fue trasladado a un hospital francés en octubre de 2004. 

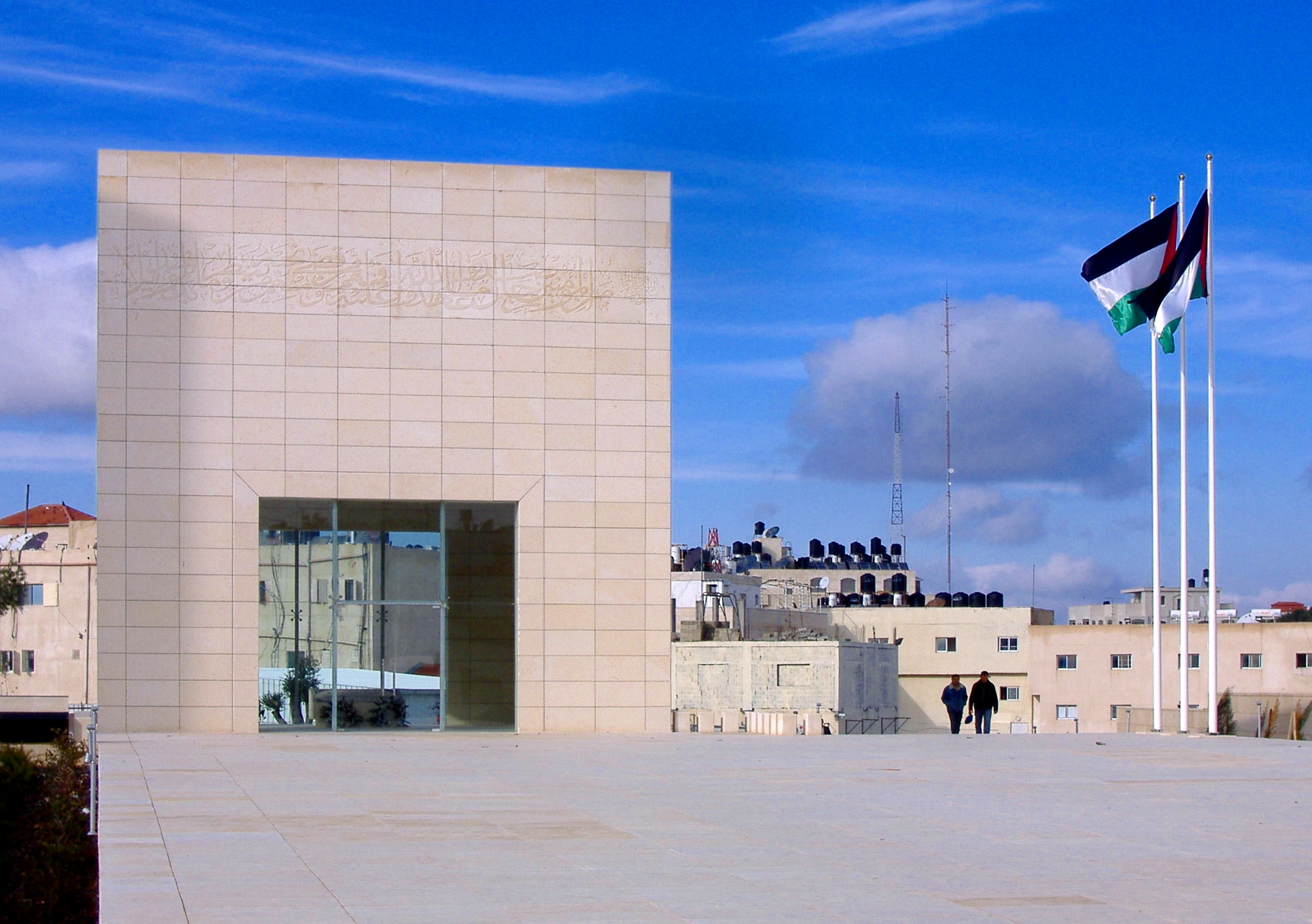
Mausoleo dedicado a Yasir Arafat.

### Tumba provisional de Arafat
En los primeros días de noviembre de 2004, cuando ya parecía clara la muerte de Arafat, se comenzaron a barajar numerosas ubicaciones para su tumba. Jerusalén era la primera opción, pero el primer ministro israelí Ariel Sharon declaró que no lo permitiría. 
Tras la muerte de Arafat el 11 de noviembre de 2004, el liderazgo palestino decidió que sería enterrado "temporalmente" en la mukata de Ramala, a la espera de la creación de un Estado palestino y del traslado de su cuerpo a la Cúpula de la Roca, ubicada en la Explanada de las Mezquitas de Jerusalén. Los planes para la colocación de una capilla ardiente de Arafat en la mukata tuvieron que ser cancelados por la abrumadora respuesta del pueblo palestino, que sobrepasó la capacidad de las fuerzas de seguridad. Arafat fue temporalmente enterrado en el complejo el 12 de noviembre de 2004. El 11 de noviembre de 2007 se colocó y se abrió al público una gran lápida de piedra de Jerusalén diseñada por arquitectos palestinos. El epitafio de la tumba indica que el lugar de descanso definitivo de Arafat será Jerusalén cuando pase a estar bajo control palestino.